# سبارتا (ويسكونسن)
سبارتا (بالإنجليزية: Sparta, Wisconsin)‏ هي بلدة، fourth-class city و مقر المقاطعة تقع في الولايات المتحدة في مقاطعة مونرو (ويسكونسن). يقدر عدد سكانها بـ 9,522 نسمة ومساحتها 17.09 كم2 .

## التركيبة السكانية
قام مكتب تعداد الولايات المتحدة بتحديد بيانات التركيبة السكانية لسبارتا في تعداد الولايات المتحدة. في ما يلي، التركيبة السكانية حسب تعدادي 2000 و2010.

### تعداد عام 2000
بلغ عدد سكان سبارتا 8,648 نسمة بحسب تعداد عام 2000، وبلغ عدد الأسر 3,583 أسرة وعدد العائلات 2,217 عائلة مقيمة في المدينة. في حين سجلت الكثافة السكانية 1,582.2 نسمة لكل ميل مربع (610.9/كم2). وبلغ عدد الوحدات السكنية 3,733 وحدة بمتوسط كثافة قدره 683.0 نسمة لكل ميل مربع (263.7/كم2).
وتوزع التركيب العرقي للمدينة بنسبة 96.97% من البيض و 0.34% من الأمريكيين الأصليين و 0.62% من الأمريكيين ذوي الأصول الآسيوية و 0.05% من سكان جزر المحيط الهادئ و 0.69% من الأمريكيين الأفارقة و 0.76% من عرقين مختلطين أو أكثر.
بلغ عدد الأسر 3,583 أسرة كانت نسبة 30.7% منها لديها أطفال تحت سن الثامنة عشر تعيش معهم، وبلغت نسبة الأزواج القاطنين مع بعضهم البعض 44.6% من أصل المجموع الكلي للأسر، ونسبة 12.6% من الأسر كان لديها معيلات من الإناث دون وجود شريك، وكانت نسبة 38.1% من غير العائلات. تألفت نسبة 31.6% من أصل جميع الأسر من أفراد ونسبة 12.7% كانوا يعيش معهم شخص وحيد يبلغ من العمر 65 عاماً فما فوق. وبلغ متوسط حجم الأسرة المعيشية 2.93، أما متوسط حجم العائلات فبلغ 2.35.
بلغ العمر الوسطي للسكان 37 عاماً. وكانت نسبة 25.9% من القاطنين تحت سن الثامنة عشر، وكانت نسبة 9.1% بين الثامنة عشر والأربعة وعشرون عاماً، ونسبة 27.6% كانت واقعةً في الفئة العمرية ما بين الخامسة والعشرون حتى والأربعة وأربعون عاماً، ونسبة 21.6% كانت ما بين الخامسة والأربعون حتى الرابعة والستون، ونسبة 15.8% كانت ضمن فئة الخامسة والستون عاماً فما فوق. يوجد لكل 100 أنثى 92.6 ذكر، ويوجد لكل 100 أنثى في الثامنة عشر من عمرها فما فوق 89.7 ذكر.
بلغ متوسط دخل الأسرة في المدينة 33,397 دولار، أما متوسط دخل العائلة فبلغ 42,182 دولار. وكان متوسط دخل الذكور 31,250 دولار مقابل 21,634 دولار للإناث. وسجل دخل الفرد الخاص بالمدينة 18,238 دولار. وكانت نسبة 10.0% من العائلات ونسبة 11.3% من السكان تحت خط الفقر، وكان من هؤلاء نسبة 11.0% تحت سن الثامنة عشر ونسبة 10.8% في الخامسة والستين من العمر وما فوق.

### تعداد عام 2010
بلغ عدد سكان سبارتا 9,522 نسمة بحسب تعداد عام 2010، وبلغ عدد الأسر 3,986 أسرة وعدد العائلات 2,342 عائلة مقيمة في المدينة. في حين سجلت الكثافة السكانية 1,456.0 نسمة لكل ميل مربع (562.2/كم2). وبلغ عدد الوحدات السكنية 4,192 وحدة بمتوسط كثافة قدره 641.0 لكل ميل مربع (247.5/كم2).
وتوزع التركيب العرقي للمدينة بنسبة 92.2% من البيض و 0.6% من الأمريكيين الأصليين و 0.5% من الأمريكيين ذوي الأصول الآسيوية و 0.1% من سكان جزر المحيط الهادئ و 1.5% من الأمريكيين الأفارقة و 1.6% من عرقين مختلطين أو أكثر.
بلغ عدد الأسر 3,986 أسرة كانت نسبة 31.3% منها لديها أطفال تحت سن الثامنة عشر تعيش معهم، وبلغت نسبة الأزواج القاطنين مع بعضهم البعض 39.3% من أصل المجموع الكلي للأسر، ونسبة 14.0% من الأسر كان لديها معيلات من الإناث دون وجود شريك، بينما كانت نسبة 5.4% من الأسر لديها معيلون من الذكور دون وجود شريكة وكانت نسبة 41.2% من غير العائلات. تألفت نسبة 33.7% من أصل جميع الأسر من أفراد ونسبة 13.4% كانوا يعيش معهم شخص وحيد يبلغ من العمر 65 عاماً فما فوق. وبلغ متوسط حجم الأسرة المعيشية 2.95، أما متوسط حجم العائلات فبلغ 2.32.
بلغ العمر الوسطي للسكان 36.5 عاماً. وكانت نسبة 24.9% من القاطنين تحت سن الثامنة عشر، وكانت نسبة 9.1% بين الثامنة عشر والأربعة وعشرون عاماً، ونسبة 26.6% كانت واقعةً في الفئة العمرية ما بين الخامسة والعشرون حتى والأربعة وأربعون عاماً، ونسبة 24.9% كانت ما بين الخامسة والأربعون حتى الرابعة والستون، ونسبة 14.6% كانت ضمن فئة الخامسة والستون عاماً فما فوق. وتوزع التركيب الجنسي للسكان بنسبة 48.8% ذكور و51.2% إناث.